# Guadaíra
Le Guadaíra est une rivière espagnole, affluent de la rive droite du Guadalquivir. Elle prend naissance dans la Sierra de Pozo Amargo, située à l'extrémité occidentale des Cordillères Bétiques. Elle se jette dans le Guadalquivir à environ 20 km au sud de Séville.